# Клетниците (филм, 2012)
Вижте пояснителната страница за други значения на Клетниците.
„Клетниците“ (на френски: Les Misérables) е драматичен мюзикъл на Том Хупър. Участват Хю Джакман, Ръсел Кроу, Ан Хатауей, Саша Барън Коен, Хелена Бонам Картър, Аманда Сайфред и др. Филмът е екранизация по едноименния мюзикъл. Заснемането му започна през 2012 година.

## Сюжет
„Клетниците“ е история за свободата, равенството и справедливостта. Тя живее повече от 150 години, като през това време е излизала в литературни, театрални, радио и телевизионни формати.
Едноименният мюзикъл се играе вече 27 години и е видян от над 60 милиона души в 43 страни. Скоро кинозрителите ще видят и пълнометражната филмова адаптация, заснета под режисурата на наградения с „Оскар“ за „Речта на краля“ – Том Хупър.
Неговият нестандартен поглед към продукцията донася на големия екран истинска революция. За първи път при засенмането на мюзикъл актьорите изпълняват на живо всички песни, вместо да ги записват предварително в студио. Това носи на лентата допълнителна стойност, като дава на изпълнителите изключителна свобода и емоционалност при интерпретацията на ролите им.